# Ferdinand Thielemann
Carl Georg Ferdinand Thielemann (8. marts 1803 i København – 28. maj 1863 på Sct. Hans Hospital) var en dansk arkitekt, bror til Christian og Theobald Thielemann.
Ferdinand Thielemann blev uddannet under C.F. Hansen på Kunstakademiet i klassicistisk retning. Men under udviklingen i landet i 1850'erne i retningen historicisme tilegnede han sig hurtigt denne stils enkeltheder. Efter sin uddannelse arbejdede han som konduktør hos C.F. Hansen og G.F. Hetsch. I 1851 afløste han Michael Gottlieb Bindesbøll som kongelig bygningsinspektør.
Af Thielemanns værker står stadig hovedbygningen på Vilhelmsborg og det gamle Aarhus Rådhus i Mejlgade (nu kvindemuseum).

## Værker
- Filial for Nationalbanken, Bispegade 2, Århus (1836, nedrevet)
- Realskole, Århus (1843, senere hospital, nedrevet)
- Ny hovedbygning på herregården Vilhelmsborg (1843, kvistetage opsat 1877 ved Carl Lange, fredet)
- Hovedistandsættelse af Den gl. Latinskole, nu kommunal administration, Viborg (1843)
- Festsal, Borgerforeningen, Holm 17, Flensborg (1844)
- Ny hovedbygning på herregården Eskildstrup, Sneslev ved Fuglebjerg (1849)
- Hovedbygning på Nordruplund ved Slagelse (nedrevet 1903)
- Ting- og arresthus, Korsør (1848)

Værker efter 1851:
- Korsarm til Sankt Catherina Kirke, Hjørring (1852, ændret i 1924 ved Harald Lønborg-Jensen)
- Prædikestol fra samme, nu i Tornby Kirke
- Ribe Katedralskole ved Puggård, Ribe
- Hovedistandsættelse af Toldkammeret, Ribe (1854, udvidet 1974-80 ved Kjær & Richter)
- Nyt kor ved Skt. Nicolaj Kirke, Vejle (1854)
- Randers Statsskole, nu administration, Randers (1857, senere tilbygninger ved V.Th. Walther)
- Horsens Statsskole, nu Teknikum, Horsens (1857-58, senere tilbygninger ved Hack Kampmann)
- Synagoge, Randers (1858, nedrevet)
- Hospitalsbygninger i Vejle og Horsens
- Villa for landsretssagfører C. Neckelmann, Viborg (1854, ændret)
- Ombygning af Det gl. teater, Kannikegade, Århus (1855, nedrevet)
- Tinghus, Odder (1856, forlænget 1918)
- Århus Rådhus, Mejlgade, nu Kvindemuseet i Danmark, Århus (1857-58)
- Nørreport 24, Århus (1857-58)
- Bygning for vinhandler A.H. Fulling, Århus (1859, nedrevet)
- Flere præstegårde, f.eks. i Skallerup Sogn (1853), i Lund ved Vrejlev Kloster (1854), i Ødum Sogn (1854) samt ombygning af Gammelby Præstegård i Stouby Sogn ved Vejle (1858)

### Projekter
- Toldkammerbygning ved havnen i Kolding (1851, tegning i Rigsarkivet)
- Udvidelse af Aarhus Sindssygeanstalt (Jydske Asyl) (1856-57, tegninger i Samlingen af Arkitekturtegninger)

### Tilskrivninger
- Landstedet Louisenhøj, Marselisborg Skov (1843, nedbrudt)

### Restaureringer af kirker
- Hornbæk Kirke ved Randers (1853)
- Outrup Kirke, Ribe Amt (1854-55)
- Nørre Snede Kirke, Vejle Amt (1854-55)
- Vesttårn, Visby Kirke, Sønderjyllands Amt (1856)